# Shen Weiwei
Shen Weiwei (Nantong, 31 de julio de 1980) es una deportista china que compitió en esgrima, especialista en la modalidad de espada.
Ganó una medalla de bronce en el Campeonato Mundial de Esgrima de 2002, en la prueba por equipos. Participó en los Juegos Olímpicos de Atenas 2004, ocupando el sexto lugar en la prueba por equipos y el 22.º en la individual.

## Palmarés internacional
| Campeonato Mundial | Campeonato Mundial | Campeonato Mundial | Campeonato Mundial |
| Año                | Lugar              | Medalla            | Prueba             |
| ------------------ | ------------------ | ------------------ | ------------------ |
| 2002               | Lisboa (Portugal)  | Medalla de bronce  | Espada por equipos |